# Бобилево
Бо́билево (рос. Бобылево) — село у складі Ісетського району Тюменської області, Росія.
Населення — 490 осіб (2010, 534 у 2002).
Національний склад станом на 2002 рік:
- росіяни — 95 %